# Friidrott vid olympiska sommarspelen 1980
Friidrottstävlingarna vid de olympiska sommarspelen 1980 bestod av 38 grenar, 24 för män och 14 för kvinnor, och hölls mellan 24 juli och 1 augusti 1980 på Leninstadion i Moskva, Sovjetunionen. Antalet deltagare var 960 tävlande från 70 länder.

## Medaljfördelning
| Medaljfördelning |                 |      |        |       |        |
| Placering        | Nation          | Guld | Silver | Brons | Totalt |
| 1                | Sovjetunionen   | 15   | 14     | 12    | 41     |
| 2                | Östtyskland     | 11   | 8      | 10    | 29     |
| 3                | Storbritannien  | 4    | 2      | 4     | 10     |
| 4                | Italien         | 3    | 0      | 1     | 4      |
| 5                | Polen           | 2    | 4      | 1     | 7      |
| 6                | Etiopien        | 2    | 0      | 2     | 4      |
| 7                | Kuba            | 1    | 2      | 1     | 4      |
| 8                | Tanzania        | 0    | 2      | 0     | 2      |
| 8                | Tjeckoslovakien | 0    | 2      | 0     | 2      |
| 10               | Bulgarien       | 0    | 1      | 1     | 2      |
| 10               | Finland         | 0    | 1      | 1     | 2      |
| 12               | Australien      | 0    | 1      | 0     | 1      |
| 12               | Nederländerna   | 0    | 1      | 0     | 1      |
| 12               | Spanien         | 0    | 1      | 0     | 1      |
| 15               | Jamaica         | 0    | 0      | 2     | 2      |
| 16               | Brasilien       | 0    | 0      | 1     | 1      |
| 16               | Frankrike       | 0    | 0      | 1     | 1      |

## Medaljörer

### Herrar
| Gren                              | Guld                                                                                       | Guld         | Silver                                                                           | Silver      | Brons                                                                        | Brons       |
| 100 meter Detaljer...             | Allan Wells · Storbritannien                                                               | 10,25        | Silvio Leonard · Kuba                                                            | 10,25       | Petar Petrov · Bulgarien                                                     | 10,42       |
| 200 meter Detaljer...             | Pietro Mennea · Italien                                                                    | 20,19        | Allan Wells · Storbritannien                                                     | 20,21       | Don Quarrie · Jamaica                                                        | 20,29       |
| 400 meter Detaljer...             | Viktor Markin · Sovjetunionen                                                              | 44,60        | Rick Mitchell · Australien                                                       | 44,84       | Frank Schaffer · Östtyskland                                                 | 44,87       |
| 800 meter Detaljer...             | Steve Ovett · Storbritannien                                                               | 1.45,40      | Sebastian Coe · Storbritannien                                                   | 1.45,85     | Nikolaj Kirov · Sovjetunionen                                                | 1.45,94     |
| 1 500 meter Detaljer...           | Sebastian Coe · Storbritannien                                                             | 3.38,40      | Jürgen Straub · Östtyskland                                                      | 3.38,80     | Steve Ovett · Storbritannien                                                 | 3.38,99     |
| 5 000 meter Detaljer...           | Miruts Yifter · Etiopien                                                                   | 13.20,91     | Suleiman Nyambui · Tanzania                                                      | 13.21,60    | Kaarlo Maaninka · Finland                                                    | 13.22,00    |
| 10 000 meter Detaljer...          | Miruts Yifter · Etiopien                                                                   | 27.42,69     | Kaarlo Maaninka · Finland                                                        | 27.44,28    | Mohamed Kedir · Etiopien                                                     | 27.44,64    |
| Maraton Detaljer...               | Waldemar Cierpinski · Östtyskland                                                          | 2:11.03      | Gerard Nijboer · Nederländerna                                                   | 2:11.20     | Satymkul Dzjumanazarov · Sovjetunionen                                       | 2:11.35     |
| 110 meter häck Detaljer...        | Thomas Munkelt · Östtyskland                                                               | 13,39        | Alejandro Casañas · Kuba                                                         | 13,40       | Aleksandr Putjkov · Sovjetunionen                                            | 13,44       |
| 400 meter häck Detaljer...        | Volker Beck · Östtyskland                                                                  | 48,70        | Vasyl Archypenko · Sovjetunionen                                                 | 48,86       | Gary Oakes · Storbritannien                                                  | 49,11       |
| 3 000 meter hinder Detaljer...    | Bronisław Malinowski · Polen                                                               | 8.09,70      | Filbert Bayi · Tanzania                                                          | 8.12,48     | Eshetu Tura · Etiopien                                                       | 8.13,57     |
| 4 x 100 meter stafett Detaljer... | Sovjetunionen · Vladimir Muravjov · Nikolaj Sidorov · Andrej Prokofjev · Aleksandr Aksinin | 38,26        | Polen · Zenon Licznerski · Leszek Dunecki · Marian Woronin · Krzysztof Zwoliński | 38,33       | Frankrike · Patrick Barre · Pascal Barre · Hermann Panzo · Antoine Richard   | 38,53       |
| 4 x 400 meter stafett Detaljer... | Sovjetunionen · Viktor Markin · Remigijus Valiulis · Michail Linge · Nikolaj Tjernetskij   | 3.01,08      | Östtyskland · Klaus Thiele · Andreas Knebel · Frank Schaffer · Volker Beck       | 3.01,26     | Italien · Roberto Tozzi · Mauro Zuliani · Stefano Malinverni · Pietro Mennea | 3.04,54     |
| 20 kilometer gång Detaljer...     | Maurizio Damilano · Italien                                                                | 1:23.35,5    | Pjotr Potjintjuk · Sovjetunionen                                                 | 1:25.45,4   | Roland Wieser · Östtyskland                                                  | 1:25.58,2   |
| 50 kilometer gång Detaljer...     | Hartwig Gauder · Östtyskland                                                               | 3:49.24      | Jorge Llopart · Spanien                                                          | 3:51.25     | Jevgenij Ivtjenko · Sovjetunionen                                            | 3:56.32     |
| Längdhopp Detaljer...             | Lutz Dombrowski · Östtyskland                                                              | 8,54 m       | Frank Paschek · Östtyskland                                                      | 8,21 m      | Valerij Podluzjnyj · Sovjetunionen                                           | 8,18 m      |
| Tresteg Detaljer...               | Jaak Uudmäe · Sovjetunionen                                                                | 17,35 m      | Viktor Sanejev · Sovjetunionen                                                   | 17,24 m     | João Carlos de Oliveira · Brasilien                                          | 17,22 m     |
| Höjdhopp Detaljer...              | Gerd Wessig · Östtyskland                                                                  | 2,36 m (VR)  | Jacek Wszoła · Polen                                                             | 2,31 m      | Jörg Freimuth · Östtyskland                                                  | 2,31 m      |
| Stavhopp Detaljer...              | Władysław Kozakiewicz · Polen                                                              | 5,78 m (VR)  | Konstantin Volkov · Sovjetunionen Tadeusz Ślusarski · Polen                      | 5,65 m      | Ingen                                                                        | Ingen       |
| Kulstötning Detaljer...           | Vladimir Kiselov · Sovjetunionen                                                           | 21,35 m      | Aleksandr Barysjnikov · Sovjetunionen                                            | 21,08 m     | Udo Beyer · Östtyskland                                                      | 21,06 m     |
| Diskuskastning Detaljer...        | Viktor Rasjtjupkin · Sovjetunionen                                                         | 66,64 m      | Imrich Bugár · Tjeckoslovakien                                                   | 66,38 m     | Luis Delís · Kuba                                                            | 65,32 m     |
| Släggkastning Detaljer...         | Jurij Sedych · Sovjetunionen                                                               | 81,80 m (VR) | Sergej Litvinov · Sovjetunionen                                                  | 80,64 m     | Jüri Tamm · Sovjetunionen                                                    | 78,96 m     |
| Spjutkastning Detaljer...         | Dainis Kūla · Sovjetunionen                                                                | 91,20        | Aleksandr Makarov · Sovjetunionen                                                | 89,64 m     | Wolfgang Hanisch · Östtyskland                                               | 86,72 m     |
| Tiokamp Detaljer...               | Daley Thompson · Storbritannien                                                            | 8 495 poäng  | Jurij Kutsenko · Sovjetunionen                                                   | 8 331 poäng | Sergej Zjelanov · Sovjetunionen                                              | 8 315 poäng |

### Damer
| Gren                              | Guld                                                                                     | Guld             | Silver                                                                                | Silver      | Brons                                                                                     | Brons       |
| 100 meter Detaljer...             | Ljudmila Kondratjeva · Sovjetunionen                                                     | 11,06            | Marlies Göhr · Östtyskland                                                            | 11,07       | Ingrid Auerswald · Östtyskland                                                            | 11,14       |
| 200 meter Detaljer...             | Bärbel Wöckel · Östtyskland                                                              | 22,03 (OR)       | Natalja Botjina · Sovjetunionen                                                       | 22,19       | Merlene Ottey · Jamaica                                                                   | 22,20       |
| 400 meter Detaljer...             | Marita Koch · Östtyskland                                                                | 48,88 (OR)       | Jarmila Kratochvílová · Tjeckoslovakien                                               | 49,46       | Christina Lathan · Östtyskland                                                            | 49,66       |
| 800 meter Detaljer...             | Nadezjda Olizarenko · Sovjetunionen                                                      | 1.53,43 (VR)     | Olga Minejeva · Sovjetunionen                                                         | 1.54,81     | Tatjana Providochina · Sovjetunionen                                                      | 1.55,46     |
| 1 500 meter Detaljer...           | Tatjana Kazankina · Sovjetunionen                                                        | 3.56,56 (OR)     | Christiane Wartenberg · Östtyskland                                                   | 3.57,71     | Nadezjda Olizarenko · Sovjetunionen                                                       | 3.59,52     |
| 100 meter häck Detaljer...        | Vera Komisova · Sovjetunionen                                                            | 12,56 (OR)       | Johanna Schaller-Klier · Östtyskland                                                  | 12,63       | Lucyna Langer · Polen                                                                     | 12,65       |
| 4 x 100 meter stafett Detaljer... | Östtyskland · Romy Müller · Bärbel Wöckel · Ingrid Auerswald · Marlies Göhr              | 41,60 (VR)       | Sovjetunionen · Vera Komisova · Ljudmila Maslakova · Vera Anisimova · Natalja Botjina | 42,10       | Storbritannien · Heather Hunte · Kathy Smallwood · Beverley Goddard · Sonia Lannaman      | 42,43       |
| 4 x 400 meter stafett Detaljer... | Sovjetunionen · Tatjana Prorotjenko · Tatjana Gojsjtjik · Nina Ziuskova · Irina Nazarova | 3.20,12          | Östtyskland · Barbara Krug · Gabriele Löwe · Christina Lathan · Marita Koch           | 3.20,35     | Storbritannien · Linsey MacDonald · Michelle Probert · Joslyn Hoyte-Smith · Donna Hartley | 3.27,74     |
| Längdhopp Detaljer...             | Tatjana Kolpakova · Sovjetunionen                                                        | 7,06 m           | Brigitte Wujak · Östtyskland                                                          | 7,04 m      | Tetjana Skatjko · Sovjetunionen                                                           | 7,01 m      |
| Höjdhopp Detaljer...              | Sara Simeoni · Italien                                                                   | 1,97 m           | Urszula Kielan · Polen                                                                | 1,94 m      | Jutta Kirst · Östtyskland                                                                 | 1,94 m      |
| Kulstötning Detaljer...           | Ilona Schoknecht-Slupianek · Östtyskland                                                 | 22,41 m (OR)     | Svetlana Kratjevskaja · Sovjetunionen                                                 | 21,42 m     | Margitta Droese-Pufe · Östtyskland                                                        | 21,20 m     |
| Diskuskastning Detaljer...        | Evelin Jahl · Östtyskland                                                                | 69,96 m          | Maria Vergova-Petkova · Bulgarien                                                     | 67,90 m     | Tatiana Lesovaja · Sovjetunionen                                                          | 67,40 m     |
| Spjutkastning Detaljer...         | María Caridad Colón · Kuba                                                               | 68,40 m          | Saida Gunba · Sovjetunionen                                                           | 67,76 m     | Ute Hommola · Östtyskland                                                                 | 66,56 m     |
| Femkamp Detaljer...               | Nadija Tkatjenko · Sovjetunionen                                                         | 5 083 poäng (VR) | Olga Rukavisjnikova · Sovjetunionen                                                   | 4 937 poäng | Olga Kuragina · Sovjetunionen                                                             | 4 875 poäng |

## Deltagande nationer
Totalt deltog 960 friidrottare från 70 länder vid de olympiska spelen 1980 i Moskva.
| - Algeriet (9) - Angola (3) - Australien (21) - Belgien (19) - Benin (9) - Botswana (7) - Brasilien (11) - Bulgarien (47) - Burma (1) - Colombia (4) - Danmark (2) - Dominikanska republiken (2) - Ecuador (1) - Etiopien (25) - Finland (26) - Frankrike (31) - Grekland (8) - Guinea (3) | - Guyana (2) - Indien (11) - Irak (6) - Irland (7) - Island (4) - Italien (26) - Jamaica (16) - Jugoslavien (14) - Kamerun (4) - Kongo-Brazzaville (6) - Kuba (17) - Kuwait (8) - Laos (7) - Lesotho (5) - Libanon (2) - Libyen (7) - Luxemburg (1) - Madagaskar (3) | - Mali (3) - Mexiko (7) - Moçambique (9) - Nederländerna (9) - Nepal (5) - Nicaragua (2) - Nigeria (16) - Nordkorea (3) - Peru (5) - Polen (48) - Portugal (3) - Rumänien (21) - San Marino (1) - Schweiz (15) - Senegal (10) - Seychellerna (9) - Sierra Leone (12) | - Sovjetunionen (99) - Spanien (21) - Sri Lanka (4) - Storbritannien (61) - Sverige (16) - Syrien (12) - Tanzania (16) - Tjeckoslovakien (22) - Trinidad och Tobago (9) - Uganda (6) - Ungern (27) - Venezuela (1) - Vietnam (7) - Zambia (9) - Zimbabwe (4) - Österrike (11) - Östtyskland (82) |